# Lutych
Lutych (ros. Лютых) – chutor w Rosji, w Kraju Krasnodarskim, w rejonie timaszowskim. W 2021 liczył 200 mieszkańców.